# Ethindiol
Ethindiol ist eine chemische Verbindung der Summenformel C2H2O2. Ethindiol ist instabil, allerdings ist das Tautomer Glyoxal stabil.

## Herstellung
Durch Überleiten von Kohlenstoffmonoxid über geschmolzenes Kalium gelangte Justus von Liebig im Jahr 1834 zu einer Substanz mit der Summenformel KCO, die er Kohlenoxidkalium nannte. Es handelte sich bei der dargestellten Verbindung um das Kaliumsalz des Ethindiols. Erst in den 1960er Jahren wurde nachgewiesen, dass bei der von Liebig durchgeführten Reaktion ein Gemisch des Kaliumsalzes des Ethindiols und des Kaliumsalzes des Hexahydroxybenzols entsteht.
Freies Ethindiol wurde erst 1986 in der Gasphase durch Massenspektrometrie nachgewiesen.
Im Jahr 1995 wurde die Verbindung durch Photolyse von Quadratsäure in einer festen Argon-Matrix bei 10 K hergestellt.

## Derivate

### Alkoxidderivate
Obwohl das Diol nur kurzlebig ist, sind die Salze des Dianions [C2O2]2− wohlbekannt. Neben dem von Liebig hergestellten Kaliumsalz wurden im Laufe der Jahre die Natrium-, Barium-, Strontium-, Lithium-, Rubidium- und Cäsium-Salze hergestellt.
Die Ethindiolate können auch durch Reaktion von Kohlenstoffmonoxid mit Lösungen der Metalle im flüssigen Ammoniak bei tiefer Temperatur hergestellt werden. Das Kaliumsalz ist ein schwach-gelber Feststoff, der explosiv mit Luft, Halogenen, halogenierten Kohlenwasserstoffen, Alkoholen und Wasser reagiert.

### Koordinationsverbindungen
Ethindiol bildet Koordinationsverbindungen wie [TaH(HOC≡COH)(dmpe)2Cl]+Cl−.
Andere stabile Derivate sind die Diether des Ethindiols.